# André Beaulieux
André Beaulieux war ein französischer Autorennfahrer.

## Karriere im Motorsport
André Beaulieux war in den 1950er-Jahren für die französischen Automobilhersteller Panhard & Levassor und Monopole als Rennfahrer aktiv. Fünfmal war er beim 24-Stunden-Rennen von Le Mans am Start, wo es ihm nicht gelang ins Schlussklassement zu kommen. 1954 kam er zwar ins Ziel, wurde aber mangels ausreichend zurückgelegter Distanz nicht klassiert. Abseits von Le Mans wurde er Gesamtfünfter beim 12-Stunden-Rennen von Paris 1950 und Siebter beim Großen Preis von Paris 1958. Beide Rennen fanden auf dem Autodrome de Linas-Montlhéry statt.

## Statistik

### Le-Mans-Ergebnisse
| Jahr | Team                            | Fahrzeug             | Teamkollege    | Platzierung     | Ausfallgrund    |
| ---- | ------------------------------- | -------------------- | -------------- | --------------- | --------------- |
| 1951 | Louis Eggen                     | DB                   | Louis Eggen    | Disqualifiziert |                 |
| 1954 | Automobiles Panhard et Levassor | Panhard X88          | René Cotton    | nicht klassiert |                 |
| 1955 | Automobiles Panhard et Levassor | Panhard VM5          | René Cotton    | Ausfall         | Getriebeschaden |
| 1956 | Automobiles Panhard             | Panhard Monopole X88 | Pierre Chancel | Ausfall         | Unfall          |
| 1958 | Equipe Monopole Course          | Monopole X86         | René Cotton    | Ausfall         | Motorschaden    |

### Einzelergebnisse in der Sportwagen-Weltmeisterschaft
| Saison | Team               | Rennwagen    | 1   | 2   | 3   | 4   | 5   | 6   |
| ------ | ------------------ | ------------ | --- | --- | --- | --- | --- | --- |
| 1954   | Panhard & Levassor | Panhard X88  | BUA | SEB | MIM | LEM | RTT | CAP |
| 1954   | Panhard & Levassor | Panhard X88  | DNF |     |     |     |     |     |
| 1955   | Panhard & Levassor | Panhard VM5  | BUA | SEB | MIM | LEM | RTT | TAR |
| 1955   | Panhard & Levassor | Panhard VM5  | DNF |     |     |     |     |     |
| 1958   | Monopole           | Monopole X86 | BUA | SEB | TAR | NÜR | LEM | RTT |
| 1958   | Monopole           | Monopole X86 |     | DNF |     |     |     |     |